# UEFAチャンピオンズリーグ 2013-14 決勝トーナメント
UEFAチャンピオンズリーグ 2013-14 決勝トーナメント (UEFA Champions League 2013–14 knockout phase)は2013年2月18日から5月24日まで開催されるUEFAチャンピオンズリーグ 2013-14本戦の最終ステージである。グループリーグを勝ち抜いた16チームで行われる。決勝戦は2014年5月24日にリスボンのエスタディオ・ダ・ルスで開催される。
決勝戦以外はホーム・アンド・アウェー方式で行われる。2試合の合計得点が多いチームが次のラウンドへ勝ち進む。合計得点が同じ場合、アウェーゴールが多いチームが勝ち進む。アウェーゴール数も同じ場合、30分の延長戦が行われる。延長戦でもアウェーゴールが適用されるため、両チームが同じゴール数を決めた場合、必然的にアウェーチームが勝ち進む。延長戦で両チームとも得点が無い場合、PK戦が行われる。

## 抽選・試合日程
すべての抽選はUEFA本部のあるスイス・ニヨンで行われる。
| ラウンド   | 抽選日                | 第一戦                                | 第二戦                                |
| ---------- | --------------------- | ------------------------------------- | ------------------------------------- |
| ラウンド16 | 2013年12月16日, 12:00 | 2014年2月18–19, 25–26日               | 2014年3月11–12, 18–19日               |
| 準々決勝   | 2014年3月12日, 12:00  | 2014年4月1–2日                        | 2014年4月8–9日                        |
| 準決勝     | 2014年4月11日, TBC    | 2014年4月22–23日                      | 2014年4月29–30日                      |
| 決勝       | 2014年4月11日, TBC    | 2014年5月24日、リスボン・ダ・ルスにて | 2014年5月24日、リスボン・ダ・ルスにて |

## 抽選
ラウンド16の組み合わせ抽選会は2013年12月16日に行われた。
抽選方法
- 同じサッカー協会に所属するチーム同士の対戦は組まれない
- グループリーグにおいて、同一グループの1位と2位の対戦は組まれない
- グループリーグにおいて、グループ首位同士の対戦は組まれない
- グループリーグにおいて、グループ2位同士の対戦は組まれない
- グループ2位チームが第1戦のホームチームとなる

抽選手順
- ポットBからグループ2位チームが引かれ、第1戦のホームチームに当てられる
- グループ首位チームのボウル8個のうち、対戦可能なチームだけのボール1個ずつがポットAに投入される
- ポットAからグループ首位チームが引かれ、第1戦のアウェーチームに当てられる

| ラウンド16抽選の凡例          |
| ----------------------------- |
| グループリーグ首位（ポッドA） |
| グループリーグ二位（ポッドB） |

| 組 | ポッドA                  | ポットB           |
| -- | ------------------------ | ----------------- |
| A  | マンチェスター・U        | レヴァークーゼン  |
| B  | レアル・マドリード       | ガラタサライ      |
| C  | PSG                      | オリンピアコス    |
| D  | バイエルン・ミュンヘン   | マンチェスター・C |
| E  | チェルシー               | シャルケ          |
| F  | ドルトムント             | アーセナル        |
| G  | アトレティコ・マドリード | ゼニト            |
| H  | バルセロナ               | ミラン            |

## ラウンド16
第一戦は2014年2月18–19, 25–26日、第二戦は3月11–12, 18–19日に開催される。
| チーム #1              | 合計  | チーム #2                    | 第1戦 | 第2戦 |
| ---------------------- | ----- | ---------------------------- | ----- | ----- |
| マンチェスター・シティ | 1 – 4 | バルセロナ                   | 0 – 2 | 1 – 2 |
| オリンピアコス         | 2 – 3 | マンチェスター・ユナイテッド | 2 – 0 | 0 – 3 |
| ミラン                 | 1 – 5 | アトレティコ・マドリード     | 0 – 1 | 1 – 4 |
| レヴァークーゼン       | 1 – 6 | PSG                          | 0 – 4 | 1 – 2 |
| ガラタサライ           | 1 – 3 | チェルシー                   | 1 – 1 | 0 – 2 |
| シャルケ               | 2 – 9 | レアル・マドリード           | 1 – 6 | 1 – 3 |
| ゼニト                 | 4 – 5 | ドルトムント                 | 2 – 4 | 2 – 1 |
| アーセナル             | 1 – 3 | バイエルン・ミュンヘン       | 0 – 2 | 1 – 1 |

### 第一戦
| 2014年2月18日 20:45 |

| マンチェスター・シティ | 0 – 2    | バルセロナ                                   |
|                        | レポート | メッシ 54分 (PK) · ダニエウ・アウヴェス 90分 |

| シティ・オブ・マンチェスター・スタジアム、マンチェスター 観客数: 46,033人 主審: ヨナス・エリクソン |

| 2014年2月18日 20:45 |

| レヴァークーゼン | 0 – 4    | PSG                                                                   |
|                  | レポート | マテュイディ 3分 · イブラヒモビッチ 39分 (PK), 42分 · キャバイェ 88分 |

| バイ・アレーナ、レヴァークーゼン 観客数: 29,412人 主審: カッシャイ・ヴィクトル |

| 2014年2月19日 20:45 |

| ACミラン | 0 – 1    | アトレティコ・マドリード |
|          | レポート | ジエゴ・コスタ 83分      |

| サン・シーロ、ミラノ 観客数: 65,890人 主審: ペドロ・プロエンサ |

| 2014年2月19日 20:45 |

| アーセナル | 0 – 2    | バイエルン・ミュンヘン        |
|            | レポート | クロース 54分 · ミュラー 88分 |

| アーセナル・スタジアム、ロンドン 観客数: 59,911人 主審: ニコラ・リッツォーリ |

| 2014年2月25日 17:00 |

| ゼニト                           | 2 – 4    | ドルトムント                                                |
| シャトフ 57分 · フッキ 69分 (PK) | レポート | ムヒタリアン 4分 · ロイス 5分 · レヴァンドフスキ 61分, 71分 |

| ペトロフスキー・スタジアム、サンクトペテルブルク 観客数: 15,099人 主審: ウィリアム・コルム |

| 2014年2月25日 20:45 |

| オリンピアコス                    | 2 – 0    | マンチェスター・ユナイテッド |
| ドミンゲス 38分 · キャンベル 55分 | レポート |                              |

| スタディオ・ヨルギオス・カライスカキス、ピレウス 観客数: 29,815人 主審: ジャンルカ・ロッキ |

| 2014年2月26日 20:45 |

| ガラタサライ  | 1 – 1    | チェルシー   |
| シェジュ 65分 | レポート | トーレス 9分 |

| アリ・サミ・イェン・スポル・コンプレクスィ、イスタンブール 観客数: 49,194人 主審: カルロス・ベラスコ・カルバージョ |

| 2014年2月26日 20:45 |

| シャルケ            | 1 – 6    | レアル・マドリード                                            |
| フンテラール 90+1分 | レポート | ベンゼマ 13分, 57分 · ベイル 21分, 69分 · ロナウド 52分, 89分 |

| シュタディオン・ゲルゼンキルヘン、ゲルゼンキルヒェン 観客数: 54,442人 主審: ハワード・ウェブ |

### 第二戦
| 2014年3月11日 20:45 |

| アトレティコ・マドリード                                         | 4 – 1    | ミラン    |
| ジエゴ・コスタ 3分, 85分 · アルダ 40分 · ラウール・ガルシア 71分 | レポート | カカ 27分 |

| エスタディオ・ビセンテ・カルデロン、マドリード 観客数: 49,186人 主審: マーク・クラッテンバーグ |

二試合合計スコア 1 - 5でアトレティコ・マドリードが準々決勝進出
| 2014年3月11日 20:45 |

| バイエルン・ミュンヘン        | 1 – 1    | アーセナル      |
| シュヴァインシュタイガー 55分 | レポート | ポドルスキ 57分 |

| フースバル・アレナ・ミュンヘン、ミュンヘン 観客数: 68,000人 主審: スバイン・モーエン |

二試合合計スコア 1 - 3でバイエルン・ミュンヘンが準々決勝進出
| 2014年3月12日 20:45 |

| バルセロナ                                | 2 – 1    | マンチェスター・シティ |
| メッシ 67分 · ダニエウ・アウヴェス 90+1分 | レポート | コンパニ 89分          |

| カンプ・ノウ、バルセロナ 観客数: 85,957人 主審: ステファヌ・ラノワ |

二試合合計スコア 1 - 4でバルセロナが準々決勝進出
| 2014年3月12日 20:45 |

| PSG                                 | 2 – 1    | レヴァークーゼン |
| マルキーニョス 13分 · ラベッシ 53分 | レポート | サム 6分         |

| パルク・デ・プランス、パリ 観客数: 45,596人 主審: イバン・ベベク |

二試合合計スコア 1 - 6でPSGが準々決勝進出
| 2014年3月18日 20:45 |

| チェルシー                 | 2 – 0    | ガラタサライ |
| エトオ 4分 · ケーヒル 42分 | レポート |              |

| スタンフォード・ブリッジ、ロンドン 観客数: 38,038人 主審: フェリックス・ブリッヒ |

二試合合計スコア 1 - 3でチェルシーが準々決勝進出
| 2014年3月18日 20:45 |

| レアル・マドリード                | 3 – 1    | シャルケ          |
| ロナウド 21分, 73分 · モラタ 75分 | レポート | ホーグラント 31分 |

| エスタディオ・サンティアゴ・ベルナベウ、マドリード 観客数: 65,148人 主審: セルゲイ・カラセフ |

二試合合計スコア 2 - 9でレアル・マドリードが準々決勝進出
| 2014年3月19日 20:45 |

| ドルトムント | 1 – 2    | ゼニト                      |
| ケール 38分  | レポート | フッキ 16分 · ロンドン 73分 |

| BVBシュタディオン・ドルトムント、ドルトムント 観客数: 65,829人 主審: アルベルト・ウンディアーノ・マジェンコ |

二試合合計スコア 4 - 5でドルトムントが準々決勝進出
| 2014年3月19日 20:45 |

| マンチェスター・ユナイテッド           | 3 – 0    | オリンピアコス |
| ファン・ペルシ 25分 (PK), 45+1分, 52分 | レポート |                |

| オールド・トラッフォード、マンチェスター 観客数: 74,662人 主審: ビョルン・カイペルス |

二試合合計スコア 2 - 3でマンチェスター・ユナイテッドが準々決勝進出

## 準々決勝
準々決勝の組み合わせ抽選会は2014年3月21日にスイス・ニヨンで行われた。なお、この抽選にグループやリーグの制限はない。第1戦は2014年4月1-2日、第2戦は2014年4月8-9日に開催される。
| チーム #1                    | 合計         | チーム #2                | 第1戦 | 第2戦 |
| ---------------------------- | ------------ | ------------------------ | ----- | ----- |
| バルセロナ                   | 1 – 2        | アトレティコ・マドリード | 1 – 1 | 0 – 1 |
| レアル・マドリード           | 3 – 2        | ドルトムント             | 3 – 0 | 0 – 2 |
| PSG                          | 3 – 3 (a.g.) | チェルシー               | 3 – 1 | 0 – 2 |
| マンチェスター・ユナイテッド | 2 – 4        | バイエルン・ミュンヘン   | 1 – 1 | 1 – 3 |

### 第一戦
| 2014年4月1日 20:45 |

| バルセロナ      | 1 – 1    | アトレティコ・マドリード |
| ネイマール 71分 | レポート | ジエゴ 56分              |

| カンプ・ノウ、バルセロナ 観客数: 79,941人 主審: フェリックス・ブリッヒ |

| 2014年4月1日 20:45 |

| マンチェスター・ユナイテッド | 1 – 1    | バイエルン・ミュンヘン        |
| ヴィディッチ 58分            | レポート | シュヴァインシュタイガー 67分 |

| オールド・トラッフォード、マンチェスター 観客数: 75,199人 主審: カルロス・ベラスコ・カルバジョ |

| 2014年4月2日 20:45 |

| レアル・マドリード                       | 3 – 0    | ドルトムント |
| ベイル 3分 · イスコ 27分 · ロナウド 57分 | レポート |              |

| エスタディオ・サンティアゴ・ベルナベウ、マドリード 観客数: 70,089人 主審: マーク・クラッテンバーグ |

| 2014年4月2日 20:45 |

| PSG                                                             | 3 – 1    | チェルシー         |
| ラベッシ 4分 · ダヴィド・ルイス 61分 (o.g.) · パストーレ 90+3分 | レポート | アザール 27分 (PK) |

| パルク・デ・プランス、パリ 観客数: 45,517人 主審: ミロラド・マジッチ |

### 第二戦
| 2014年4月8日 20:45 |

| ドルトムント      | 2 – 0    | レアル・マドリード |
| ロイス 24分, 37分 | レポート |                    |

| BVBシュタディオン・ドルトムント、ドルトムント 観客数: 65,829人 主審: ダミル・スコミナ |

二試合合計スコア 3 - 2でレアル・マドリードが準決勝進出
| 2014年4月8日 20:45 |

| チェルシー                | 2 – 0    | PSG |
| シュールレ 32分 · バ 87分 | レポート |     |

| スタンフォード・ブリッジ、ロンドン 観客数: 38,080人 主審: ペドロ・プロエンサ |

二試合合計スコア 3 - 3、アウェーゴールの差でチェルシーが準決勝進出
| 2014年4月9日 20:45 |

| アトレティコ・マドリード | 1 – 0    | バルセロナ |
| コケ 5分                 | レポート |            |

| エスタディオ・ビセンテ・カルデロン、マドリード 観客数: 53,592人 主審: ハワード・ウェブ |

二試合合計スコア 1 - 2でアトレティコ・マドリードが準決勝進出
| 2014年4月9日 20:45 |

| バイエルン・ミュンヘン                              | 3 – 1    | マンチェスター・ユナイテッド |
| マンジュキッチ 59分 · ミュラー 68分 · ロッベン 76分 | レポート | エヴラ 57分                  |

| フースバル・アレナ・ミュンヘン、ミュンヘン 観客数: 67,300人 主審: ヨナス・エリクソン |

二試合合計スコア 2 - 4でバイエルン・ミュンヘンが準決勝進出

## 準決勝
準決勝、決勝の組み合わせ抽選会は2014年4月11日にスイス・ニヨンで行われた。なお、この抽選にグループやリーグの制限はない。第1戦は2014年4月22-23日、第2戦は2014年4月29-30日に開催された。
| チーム #1                | 合計  | チーム #2              | 第1戦 | 第2戦 |
| ------------------------ | ----- | ---------------------- | ----- | ----- |
| レアル・マドリード       | 5 – 0 | バイエルン・ミュンヘン | 1 – 0 | 4 – 0 |
| アトレティコ・マドリード | 3 – 1 | チェルシー             | 0 – 0 | 3 – 1 |

### 第一戦
| 2014年4月22日 20:45 |

| アトレティコ・マドリード | 0 – 0    | チェルシー |
|                          | レポート |            |

| エスタディオ・ビセンテ・カルデロン、マドリード 観客数: 52,560人 主審: ヨナス・エリクソン |

| 2014年4月23日 20:45 |

| レアル・マドリード | 1 – 0    | バイエルン・ミュンヘン |
| ベンゼマ 19分      | レポート |                        |

| エスタディオ・サンティアゴ・ベルナベウ、マドリード 観客数: 79,283人 主審: ハワード・ウェブ |

### 第二戦
| 2014年4月29日 20:45 |

| バイエルン・ミュンヘン | 0 – 4    | レアル・マドリード                                |
|                        | レポート | セルヒオ・ラモス 16分, 20分 · ロナウド 34分, 90分 |

| フースバル・アレナ・ミュンヘン、ミュンヘン 観客数: 68,000人 主審: ペドロ・プロエンサ |

二試合合計スコア 5 - 0でレアル・マドリードが決勝進出
| 2014年4月30日 20:45 |

| チェルシー    | 1 – 3    | アトレティコ・マドリード                                         |
| トーレス 36分 | レポート | アドリアン・ロペス 44分 · ジエゴ・コスタ 60分 (PK) · アルダ 72分 |

| スタンフォード・ブリッジ、ロンドン 観客数: 37,918人 主審: ニコラ・リッツォーリ |

二試合合計スコア 3 - 1でアトレティコ・マドリードが決勝進出

## 決勝
決勝戦は2014年5月24日にリスボンのエスタディオ・ダ・ルスで開催された。
| 2014年5月24日 20:45 |

| レアル・マドリード                                                            | 4 – 1 (延長) | アトレティコ・マドリード |
| セルヒオ・ラモス 90+3分 · ベイル 110分 · マルセロ 118分 · ロナウド 120分 (PK) | レポート     | ゴディン 36分            |

| エスタディオ・ダ・ルス, リスボン 観客数: 60,976人 主審: ビョルン・カイペルス |